# Ann Skelly
Ann Skelly (Wexford, 6 dicembre 1996) è un'attrice irlandese.

## Filmografia

### Cinema
- Kissing Candice, regia di Aoife McArdle (2017)
- Rose Plays Julie, regia di Christine Molloy (2019)

### Televisione
- Rebellion (2016) - miniserie TV, 2 episodi
- Piccole donne (2017) - miniserie TV, 1 episodio
- Vikings (2018-2019) - serie TV
- The Nevers (2021-2023) - serie TV
- The Sandman (2025) - serie TV